# Penthimia vinula
Penthimia vinula är en insektsart. Penthimia vinula ingår i släktet Penthimia och familjen dvärgstritar. Utöver nominatformen finns också underarten P. v. monticola.